# 翟繡裳
翟繡裳（1534年—？），字汝衷，號左溪，山西平陽府解州聞喜縣人，軍籍，明朝政治人物。

## 生平
嘉靖四十年（1561年）辛酉科山西鄉試第十一名舉人。嘉靖四十一年（1562年）中式壬戌科會試第二百一名，三甲第一百二十八名進士。授雄县知县，四十二年丁父忧。隆庆元年官河南商丘县知县，历官兵部员外郎，隆庆五年正月升陕西按察司佥事，万历二年正月升山东右参议，升副使，六年五月录辽镇斩获功，加升一级为右参政，六年十二月升按察使，整饬密云兵备。七年五月以长定堡之捷，禆将邀功冒赏被劾，革按察使新衔，仍以原佥事职衔管事。九年三月升山东右布政使，十一年二月升都察院右佥都御史、整饬蓟州等处边备兼巡抚顺天，十一月以御史杨芳参论乞罢，准令回籍听用。

## 家族
曾祖翟岩；祖父翟翀；父翟華（1491年-1563年），字向實，號北麓；母馬氏（1500年-1556年）；繼母張氏。严侍下，兄翟膠。